# Пфайль, Вильгельм
Фридрих Вильгельм Леопольд Пфайль (нем. Friedrich Wilhelm Leopold Pfeil; 28 марта 1783, Раммельбург — 4 сентября 1859, Вармбрюнн (ныне Цеплице-Слёнске-Здруй, Польша) — немецкий учёный-лесовод и педагог; директор и преподаватель Королевской лесной академии в Эберсвальде.

## Биография
Происходил из древнего и богатого бюргерского рода. Родился в Раммельбурге 28 марта 1783 года. Детство провёл в имении родителей, начальное образование получил дома, с 1797 года учился в гимназии в Ашерслебене. 
В 1801 году по причине смерти отца был вынужден оставить обучение и начать работать, чтобы прокормить внезапно обедневшую семью. С 1801 по 1804 год работал лесником в прусских королевских лесах, изучая лесоводство — специализировался на лиственных породах. С 1804 года служил помощником лесника в Кляйнице и Каролате, с 1806 года — лесничий (форстер). 
В 1813 году добровольцем участвовал в войне против Наполеона. В 1815 году был назначен оберфорстером, в 1816 году — формейстером, при этом все свои знания по лесоводству приобрёл практическим путём, не имея никакого специального теоретического образования. В 1816 году была опубликована и его первая научная работа, и в 1821 году он занял должность профессора лесоводства в Берлинском университете, возглавив при нём академию лесного хозяйства и в том же году став почётным доктором факультета искусств; для самоучки в Пруссии того времени это было практически не имеющее аналогов достижение. В 1830 году лесная академия была переведена в Нейштадт-Эберсвальде, где было открыто учебное лесничество и Высшая школа лесоводства, заведующим которой он был назначен. Преподавал до 1859 года (то есть до конца жизни), активно занимался научно-практической работой; умер через несколько месяцев после выхода в отставку (с присвоением ранга тайного оберфорстрата) во время пребывания на курорте. По воспоминаниям современников, летом вставал в 4,5 часа утра, зимой — в 5. В 1850 году за свои заслуги был награждён орденом Красного орла II класса. Состоял членом ряда научных обществ, в том числе с 1825 года — Гезетлозенского берлинского общества.
Считается фактическим основателем научного лесоводства Германии. Как учёный стремился установить связь лесоводческой науки с другими областями знаний, в первую очередь с экономикой. В экономике был сторонником взглядов Адама Смита. Отстаивал необходимость доминирования в Германии хвойных лесов. Был сторонником и любителем охоты, оставив о ней ряд трудов. Как педагог уделял большое внимание практике и лесным экскурсиям. Главные работы: «Vollständige Anleitung zur Beamhandlung etc. der Forsten» (Цюллих, 1820—1821), «Grundsätze der Forstwirtschaft in Bezug auf Nationaloeconomie u. Staatsfinanzwissenschaft» (там же, 1822—24) «Die Behandlung und Schätzung des Mittelwaldes» (там же, 1824), «Neue vollständige Anleitung zur Behandlung, Benutzung und Schätzung der Forsten» (там же, 1830—33; 3-е издание — 1854—58), «Die Forstwissenschaft nach rein practische Ansicht» (там же, 1831; 6-е издание Преслера, 1870), «Die Forstgeschichte Preusens bis zum Jahr 1806» (Лейпциг, 1839), «Die deutsche Holzzucht» (там же, 1860). В 1822 году Пфайль основал журнал «Kritische Blätter für Forst- und Jagdwissenschaft».
Умер 4 сентября 1859 года в Вармбрюнне (ныне Цеплице-Слёнске-Здруй, Польша).